# Ђаволице (филм)
Ђаволице (фр. Les Diaboliques) је француски црно-бели филмски трилер снимљен 1955. године у режији Анри-Жорж Клузоа. Овај филм се сматра једним од најзначајнијих и најутицајнијих у историји свога жанра. 
Представља адаптацију романа Она, које нема више (фр. Celle qui n'était plus) дуета аутора Боало-Нарсожак (фр. Boileau-Narcejac). Радња је смештена у један француски интернат, чији директор садистички злоставља своју супругу и своју љубавницу. Те две жене се удружују да га убију дављењем у кади, али његов леш потом мистериозно нестаје. 
Филм Ђаволице је карактеристичан по стилу, односно стварању напетости и језе која га је ставила на жанровску границу хорора, као и по шокантном обрту на крају који су касније имитирала бројна друга остварења овог жанра. Међу онима који су имали високо мишљење о овом филму били су Алфред Хичкок и Роберт Блох (аутор романа Психо, по коме је рађен чувени филм). 
Године 1996. снимљен је амерички римејк под насловом Дијаболик (енгл. Diabolique).

## Улоге
- Симон Сињоре ... Никол Орнер (Nicole Horner)
- Вера Клузо ... Кристина Деласај
- Пол Мерис ... Мишел Деласај
- Шарл Ванел ... Алфред Фише (Alfred Fichet)

## Спљашње везе
- Les Diaboliques на веб-сајту  (језик: енглески)
- Les Diaboliques на веб-сајту  (језик: енглески)
- Les Diaboliques на веб-сајту  (језик: енглески)
- Les Diaboliques на веб-сајту  (језик: енглески)
- Les Diaboliques есеј Теренса Рафертија на сајту
- Les Diaboliques есеј Дани Перија на сајту